# Dinamo Bijsk
Dinamo Bijsk (ros. Футбольный клуб «Динамо» Бийск, Futbolnyj Kłub "Dinamo" Bijsk) – rosyjski klub piłkarski z siedzibą w mieście Bijsk, działający w latach 1998–2015.

## Historia
Chronologia nazw:
- 1998: Dinamo Bijsk (ros. «Динамо» Бийск)
- 2015: klub rozwiązano

Piłkarska drużyna Dinamo została założona w Bijsku w 1998 roku. W 2008 zespół debiutował w rozgrywkach Mistrzostw Rosji wśród LFK oraz Pucharu Rosji wśród LFK.
Po zakończeniu sezonu 2015 klub został rozwiązany. A w 2016 w mieście powstał klub FK Bijsk, do którego przenieśli się piłkarze Dynama.

## Sukcesy
- Puchar Rosji:
  - 1/256 finału (1x): 2010/2011
- Pierszeństwo Rosji wśród LFK, (III dywizja, strefa "Sybir"):
  - mistrz (3x): 2008, 2009, 2011/2012
  - wicemistrz (1x): 2010
  - 3. miejsce (1x): 2012/2013
- Puchar Syberii wśród LFK w piłce nożnej:
  - zdobywca (2x): 2009, 2010
  - finalista (1x): 2008
- Mistrzostwa Kraju Ałtajskiego w piłce nożnej:
  - mistrz (4x): 2004, 2005, 2006, 2007
- Puchar Kraju Ałtajskiego w piłce nożnej:
  - zdobywca (6x): 2004, 2008, 2009, 2010, 2011, 2012.
  - finalista (1x): 2005, 2006
- Superpuchar Kraju Ałtajskiego w piłce nożnej:
  - zdobywca (6x): 2004, 2005, 2006, 2007, 2008, 2010

## Inne
- Progriess Bijsk
- FK Bijsk